# 粗壯南鰍
粗壯南鰍（學名：Schistura crassa）為輻鰭魚綱鯉形目條鰍科南鰍屬的其中一種。分布於亞洲寮國Nam Ngiep流域，體長可達5.7公分，棲息在河川底層水域，生活習性不明。

## 扩展阅读
維基物種上的相關：粗壯南鰍